# Acraea radiofasciata
Acraea radiofasciata är en fjärilsart som beskrevs av Stoneham 1943. Acraea radiofasciata ingår i släktet Acraea och familjen praktfjärilar. Inga underarter finns listade i Catalogue of Life.